# Atomenergoprom
Atomenergoprom (russisch Атомэнергопром) ist ein russischer Nuklearkonzern im Besitz des russischen Staates. 94,4 % der Anteile an Atomenergoprom gehören Rosatom, die restlichen 5,6 % sind im Besitz des russischen Finanzministeriums. Das Unternehmen wurde 2007 durch ein Dekret des Präsidenten Putin gegründet. Durch die Gründung von Atomenergoprom wurden die bedeutendsten Nuklearunternehmen Russlands in einem staatseigenen Konzern zusammengefasst. Die Tochtergesellschaften von Atomenergoprom sind im Uranbergbau sowie der Entwicklung und dem Betrieb von Kernkraftwerken aktiv.

## Tochtergesellschaften
- Atomenergomasch, baut Reaktoren.
- Atomstroiexport, baut Kernkraftwerke innerhalb und außerhalb Russlands.
- Atomredmetzoloto, ist im Uranbergbau aktiv.
- Rosenergoatom, in ihr sind die russischen Kernkraftwerke zusammengeschlossen.
- Techsnabexport, das Unternehmen exportiert Materialien und Kernbrennstoff für Kernkraftwerke.
- TWEL, ist in der Urananreicherung aktiv und produziert Kernbrennstoff sowie Gaszentrifugen.